# حادثة منى 1998
حادثة تدافع منى عام 1998 هو حادث تدافع بمنى خلال رمي الجمرات أثناء موسم الحج عام 1998. أسفر الحادث عن مقتل أكثر من 118 حاجا وإصابة أكثر من 180 آخرين.